# Synagoga Beit Jakow w Skopju
Synagoga Beit Jakow w Skopju (z hebr. Dom Jakuba) – synagoga znajdująca się w Skopju, stolicy Macedonii Północnej, przy ulicy Borka Taleski 24. Jest pierwszym czynnym żydowskim domem modlitwy w kraju od 1951 roku.
Synagoga została założona w 2000 roku na najwyższym piętrze budynku gminy żydowskiej w Skopju. Jej uroczyste otwarcie nastąpiło w marcu tego samego roku. Fundusze na jej budowę zostały przekazane przez Joint oraz Kongregację Beth Israel w Phoenix w Arizonie, która również ufundowała nowe zwoje Tory. Dwa pozostałe zwoje zostały podarowane przez synagogę w Pasadenie oraz gminę żydowską z Sofii. W oknach głównej sali modlitewnej znajdują się barwne witraże przedstawiające symbole judaizmu.
Obecnie synagoga służy niewielkiej społeczności żydowskiej, liczącej obecnie około 200 osób. Gmina nie zatrudnia własnego rabina. Podczas większych uroczystości do Skopje przyjeżdża Icchak Asiel, Naczelny Rabin Jugosławii.